# Hans Maurer (Unternehmer, 1918)
Hans Maurer (* 1918 in Suhr, Kanton Aargau; † 19. September 2013 in Zollikerberg, Kanton Zürich) war eine Schweizer Unternehmer und Erfinder. Er war der Erfinder des Closomats, des ersten Dusch-WCs.

## Leben und Werdegang
Der Bauernsohn Hans Maurer lernte Maschinenzeichner, bis er im Jahre 1956, mit 38 Jahren und als Familienvater mit 4 Kindern, die entscheidende Erfinder-Idee einer Toilette hatte, welche mit integrierter Dusche statt mit Papier den Menschen nach seiner „Sitzung“ mit einem lauwarmen Wasserstrahl, reinigt um ihn anschliessend noch mit einem ebenfalls eingebauten Föhn zu trocknen. Seinen Prototyp baute Hans Maurer noch im Keller seines Einfamilienhauses auf der Rietholzstrasse 6 im Zürcher Vorort Zollikerberg. 1957, ein Jahr später, erfolgte die Patentanmeldung und Markteinführung; die neue Firma heisst jetzt Hans Maurer Sanitäre Apparate, deren Produkt heisst „Closomat“, aus Closet für die Toilette und Automat. Zu den ersten Kunden zählen vor allem Spitäler, Kliniken und Pflegeanstalten, wobei die allererste Installation in einem privaten Haushalt in der Ostschweiz erfolgte.

## Neubau in Zollikerberg
1961 wurde das Modell 61 zum Durchbruch. In den folgenden Jahren wurde es bis 1976 10‘000 mal verkauft.
Der Neubau der bereits erfolgreichen Closomat AG fand in Zollikerberg statt, gleich neben dem eigenen Wohnhaus.

## Neubau in Embrach
1983 übergab der 65-jährige Hans Maurer die Leitung seiner Firma seinem Sohn Peter. Nach dem Ablauf der Patentfrist begann in der Schweiz die Firma Geberit mit der Produktion von sehr erfolgreichen Dusch-WCs. In Japan haben die Nachahmer bereits den wachsenden asiatischen Markt vollkommen erobert; heute sind 80 % neuinstallierte Toiletten in Japan Dusch-WCs, in Südkorea etwa 30 % (in Europa noch weniger als 5 %). Closomat wurde nicht nur eine Schweizer Marke, sondern auch ein Gattungsname für ein modernes Comfort im Toilettenbereich.
Im Jahre 2000 machte das Unternehmen 21 Millionen Umsatz und beschäftigte bereits 60 Mitarbeiter. Closomat versuchte mit einem ganz neu entwickelten Modell, der wachsenden Konkurrenz auf dem nun offenen Markt gerecht zu werden, und die ersten Exemplare waren zu früh verkauft worden, noch waren zu viele Kinderkrankheiten in den insgesamt 2400 verkauften Exemplaren, und die Garantieforderungen der Käufer brachten die Firma in den Konkurs. Zwar konnte Hans Maurer noch erleben, wie sein Sohn aus der Situation die väterliche Firma wieder erfolgreich werden konnte, allerdings ist die Konkurrenz zwischenzeitlich marktbeherrschend geworden. Hans Maurer starb am 19. September 2013 95-jährig in Zollikerberg; er wurde auf dem Gemeindefriedhof am 26. September bestattet.